# Лебедев, Александр Илларионович
Александр Илларионович Лебедев (21 июля 1929, село Ближняя Игуменовская Белгородского района Курской области — 10 февраля 2006) — советский инженер-строитель, Герой Социалистического Труда.

## Биография
Родился в 1929 году. В 1947 году поступил в мореходное училище им. Г. Я. Седова в Ростове-на-Дону, которое окончил в 1951 году.
Был направлен на строительство Цимлянской ГЭС в должности начальника нового земснаряда типа 500-60, используемого для намыва земляной плотины. После окончании строительства, в 1952 году был переведён на строительство Куйбышевской ГЭС в трест «Гидромеханизация» «Куйбышевгидростроя».
На Волге Лебедеву доверили руководство коллективом одного из самых крупных электрических земснарядов в мире типа 1000-80, созданного специально для строительства Куйбышевской ГЭС на Сталинградской судоверфи. Средняя производительность земснаряда по грунту составляла до 1000 м³/ч, что до сих пор является непревзойдённым результатом. Земснаряд Лебедева отличился на намыве дамб примыкания к водосливной плотине зимой 1955—1956 года, беспрерывно работая даже при морозе в −30°С и ледяном покрове до 1 м.
За выдающиеся достижения в строительстве Куйбышевской ГЭС и самоотверженный труд А. И. Лебедеву было присвоено звание Героя Социалистического Труда с вручением ордена Ленина и Золотой медали «Серп и молот».
Совмещая работу с учёбой Александр Лебедев в 1958 году окончил вечернее отделение Куйбышевского индустриального института. После чего перевёлся в Минсредмаш на должность начальника участка в Красноярск-26 для внедрения способа гидромеханизации земляных работ на объектах строительства атомной промышленности и энергетики. Он последовательно успешно трудился на должностях главного инженера управления промышленных предприятий треста «Гидромонтаж», заместителя начальника треста «Гидромонтаж», заместителя директора по капстроительству института «ИТЭФ», начальника отраслевой инспекции по рациональному использованию чёрных и цветных металлов, заместителя директора АООТ «Атомпромресурсы», главным инженером ЗАО «Атлант». 27 лет он проработал на строительстве промышленно-энергетических атомных объектов в районах Урала, Сибири, Средней Азии, Новоземельского и Семипалатинского полигонов, Подмосковья и Москвы.
За большой вклад в развитие атомной энергетики он был награждён орденами Трудового Красного Знамени, «Знак Почета», 14-ю медалями, в том числе золотой медалью ВДНХ, знаком «Изобретатель СССР», многими другими знаками отличия и грамотами отрасли.
Занимался и общественной работой. С 1958 по 1985 года он выбирался депутатом районных и городских Советов. Даже выйдя на пенсию по состоянию здоровья Лебедев более 5 лет активно участвовал в работе Совета ветеранов отрасли.

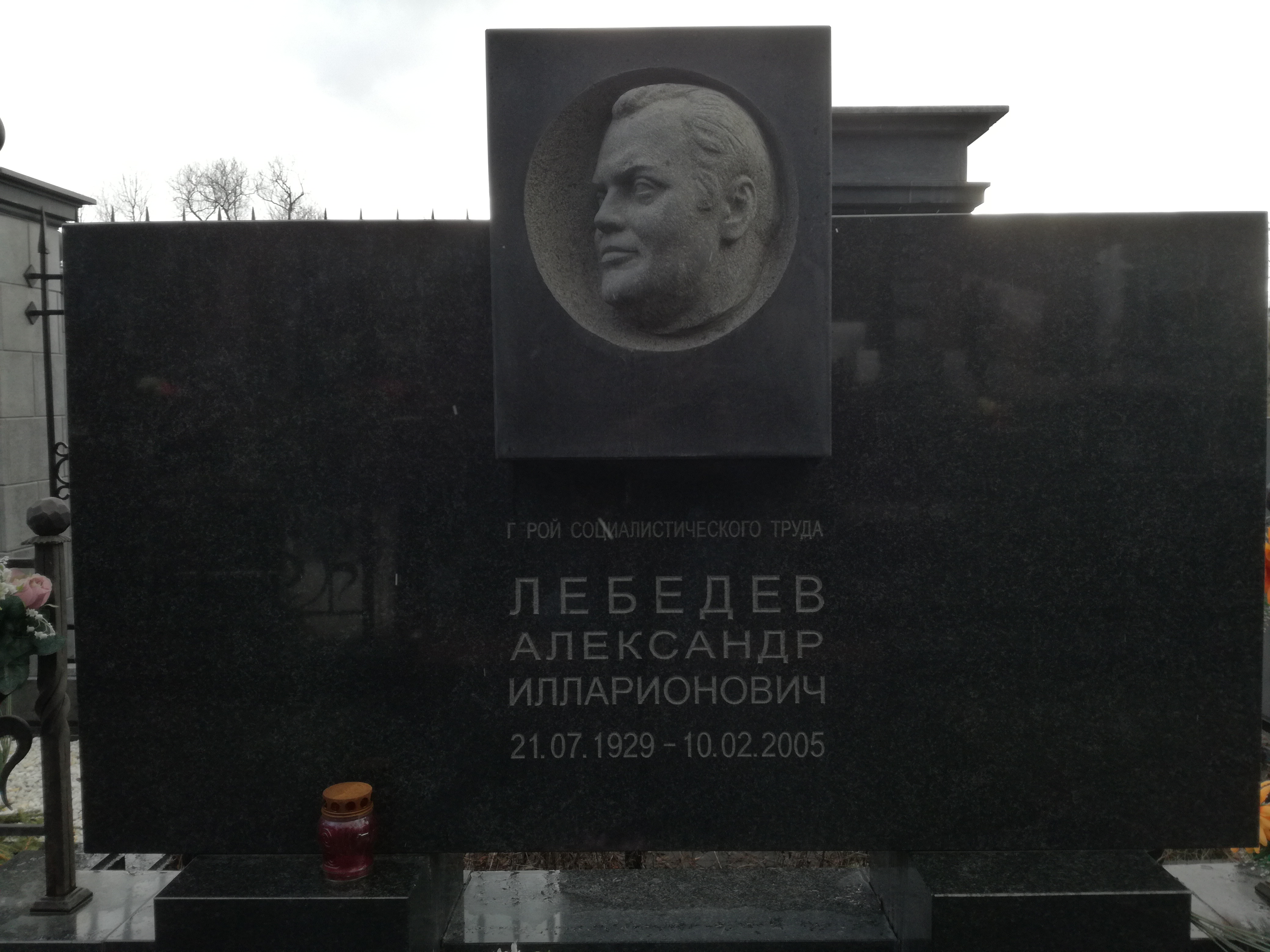
Могила Лебедева

Похоронен на Даниловском кладбище (уч. 35Э).

## Награды и звания
- Звание Герой Социалистического Труда с вручением ордена Ленина и медали «Серп и Молот» (1958).
- Орден Трудового Красного Знамени.
- Орден «Знак Почёта».
- Медали.